# Калныньш, Индулис
Индулис Калныньш — (латыш. Indulis Kalniņš; 15 сентября 1918 — 3 июля 1986) — латышский, советский композитор.

## Биография
Родился 15 сентября 1918 года в усадьбе Саулайнес Бебрской волости Рижского уезда (ныне Кокнесский край).
Отец, Теодор Калныньш — известный латышский хоровой дирижёр. Мать, Гермина Калныня — певица.
Окончил Рижскую 1-ю гимназию. Обучался в Латвийской государственной консерватории по классу органа (1937—1940) и по классу композиции (1949—1950).
Работал в Художественном театре им. Я. Райниса (театр Дайлес, 1942—1973). Музыкант оркестра (с 1942), заведующий музыкальной частью (с 1947).
В произведениях преобладает мягкое, лирическое звучание, автор музыки более чем к 50 постановкам на своей сцене и ряда работ в Государственном театре кукол Латвийской ССР. Автор гимна театра Дайлес — «Tota dziesma» (1973, на слова М. Кемпе). Работал на радио (автор музыки к постановкам) и в кино.
Автор музыки к полнометражным художественным фильмам Рижской киностудии: «Меч и роза» (1959, реж. Леонид Лейманис), «Чёртова дюжина» (1961, реж. Павел Арманд), «Капитан Нуль» (1964, реж. Леонид Лейманис), «Цыплят по осени считают» (1973, реж. Ольгерт Дункерс).
Умер в Риге, похоронен на Лесном кладбище.